# 图博弈论
在博弈论中，描述博弈论的常用方法有正则形式的博弈和扩展形式的博弈。图博弈论是参与者之间简洁博弈的表示形式。
考虑一个博弈，有{\displaystyle n}个参与者，每个人有{\displaystyle m}种策略。我们将任何一个参与者表示为一个图中的节点，在这个图中，每个参与者都有一个效用函数，这个效用函数仅仅与其邻居有关。该效用函数依赖的其他参与者越少，图示也就越小。

## 形式定义
博弈由图{\displaystyle G}表示，其中每个参与者由图中的一个节点表示，当且仅当图中的两个节点{\displaystyle i}和{\displaystyle j}的效用函数相互依赖时，则它们之间有一条边。{\displaystyle G}中的每个节点{\displaystyle i}有一个函数{\displaystyle u_{i}:\{1\ldots m\}^{d_{i}+1}\rightarrow \mathbb {R} }，其中{\displaystyle d_{i}}是顶点{\displaystyle i}的度数。{\displaystyle u_{i}}是参与者{\displaystyle i}之策略以及其邻居之策略的效用函数。

## 博弈规模的表示
对于一个有{\displaystyle n}个参与者的博弈，每个参与者有{\displaystyle m}种可能的策略，博弈的规模就是{\displaystyle O(m^{n})}。该博弈的图规模为{\displaystyle O(m^{d})}，其中{\displaystyle d}为图中最大节点度。如果{\displaystyle d\ll n}，则图博弈规模远小于一般博弈的规模。

## 实例
当每个参与者的效用函数只依赖于另一个参与者时:

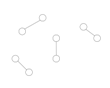
描述博弈的图

图的最大度为1，因此博弈可以用{\displaystyle n}个大小为{\displaystyle m^{2}}的图表示，所以总大小是{\displaystyle nm^{2}}.

## 纳什均衡
找到纳什均衡所需时间与图的大小呈指数相关。如果图博弈的图是树，只需多项式时间就能找到纳什均衡。如果最大的节点度数大于3，这个问题就是NP完全问题。

## 延伸阅读
- Michael Kearns (2007) "Graphical Games （页面存档备份，存于）".
- Michael Kearns, Michael L. Littman and Satinder Singh (2001) "Graphical Models for Game Theory （页面存档备份，存于）".